# Icehouse (band)
Icehouse is een Australische rockband, oorspronkelijk opgericht onder de naam Flowers in 1977. De band speelt onder andere new wave en synthpop en heeft in zowel de Verenigde Staten als Europa meerdere top 10-hits gescoord. Hun grootste hit in Europa was Crazy uit 1987.
In augustus 2006 werd de band opgenomen in de ARIA Hall of Fame. In Australië had de band 28 keer een platina album. Sinds 2006 was Man of Colours het bestverkochte album in Australië door een Australische band.

## Geschiedenis
Icehouse werd in 1977 opgericht door Iva Davies en Keith Welsh. Hun band heette aanvankelijk Flowers en bouwde al snel een reputatie op binnen het Pub Rock-circuit, met covers van Roxy Music, David Bowie, Lou Reed, T. Rex, Ultravox en Brian Eno. In mei 1980 bracht Flowers via het onafhankelijke platenlabel Regular Records hun eerste single uit; "Can't help myself", dat de Australische top 10 haalde. Hierop volgde hun eerste album, Icehouse, dat de vierde plek in de nationale hitlijsten haalde en in Australië een van de best verkochte albums van dat jaar werd. Het album maakte onder andere gebruik van synthesizers. Het album leverde Flowers onder andere de Countdown Rock Awards van TV Week op.
Begin 1981 tekende Flowers een contract bij Chrysalis Records voor uitgave van hun albums in onder andere Europa, Japan en de Verenigde Staten. Hiervoor moesten ze echter wel hun naam veranderen om verwarring te voorkomen met de Schotse band The Flowers. Het laatste optreden van de band onder de naam Flowers was op 27 juni 1981. Hierna werd de naam officieel veranderd naar Icehouse.
Als Icehouse toerde de band gedurende de rest van 1981 door het Verenigd Koninkrijk, Canada en de Verenigde Staten. De single "Icehouse" was een redelijk succes in Europa en Amerika, onder andere dankzij de videoclip.
Het tweede album van de band, Primitive Man, was aanvankelijk een soloproject van Davies. Dit album bevatte de single "Hey Little Girl", waarmee de band internationaal doorbrak. Deze haalde onder andere in Nederland de top 20. Een andere single van het album, "Great Southern Land", werd gebruikt in de film Young Einstein.
In 1987 bracht Icehouse haar financieel meest succesvolle album ooit uit, Man of Colours, met daarop de singles "Crazy", "Electric Blue", "My Obsession", "Man of Colours", en "Nothing Too Serious". Het album stond in Australië elf weken op de eerste plaats in de hitlijsten, en was het eerste album dat vijf singles voortbracht die allemaal de top 30 haalden.
In de jaren 90 daalde het succes van Icehouse. Davies ging onder andere samenwerken met Sydney Dance Company. Albums als Code Blue en Big Wheel waren matige successen. In 1995 bracht Iva Davies het album The Berlin Tapes uit onder de naam Iva Davies and Icehouse.
In maart 2009 trad Icehouse op tijdens het Sound Relief benefietconcert.

## Leden
- Iva Davies (1977 -) : zang, lead guitar, basgitaar, keyboards, hobo
- Keith Welsh (1977 - 1981) : basgitaar, achtergrondzang
- Don Brown (1977 - 1979) : drums
- Michael Hoste (1978, 1982 - 1983) : keyboards
- Anthony Smith (aka Adam Hall) (1979 - 1982) : keyboards
- John Lloyd (1979 - 1984) : drums, percussie, achtergrondzang
- Bob Kretschmer (1982 - 1989) : gitaar, achtergrondzang
- Guy Pratt (1982 - 1986) : basgitaar, achtergrondzang
- Andy Qunta (1982 - 1988) : keyboards, achtergrondzang
- Glenn Krawczyk (1986) : basgitaar
- Simon Lloyd (1986 - 1991) : saxofoon, trompet, keyboards
- Steve Morgan (1986 - 2004, 2009 -) : basgitaar
- Paul Wheeler (1986 - 2004, 2009 -) : drums, percussie
- Roger Mason (1989 - 1990) : keyboard
- Paul Gildea (1990 - 2004, 2007 -) : gitaar
- Tony Llewellyn (1991 - 2004) : keyboards
- David Chapman (1993 - 1995) : gitaar
- Max Lambert (1995) : piano
- Adrian Wallis (1995 - 2004) : cello
- Steve Bull (2007) : basgitaar
- Peter Maslen (2007) : drums
- Glenn Reither (2007 -) : keyboards, saxofoon

## Discografie

### Albums
| Album met eventuele hitnotering(en) in de Nederlandse Album Top 100 | Datum van verschijnen | Datum van binnenkomst | Hoogste positie | Aantal weken | Opmerkingen   |
| ------------------------------------------------------------------- | --------------------- | --------------------- | --------------- | ------------ | ------------- |
| Icehouse                                                            | 10-10-1980            | -                     | -               | -            |               |
| Primitive man                                                       | 20-09-1982            | 04-12-1982            | 35              | 4            |               |
| Fresco                                                              | 1983                  | -                     | -               | -            |               |
| Sidewalk                                                            | 26-06-1984            | -                     | -               | -            |               |
| Measure for measure                                                 | 21-04-1986            | 24-05-1986            | 31              | 8            |               |
| Man of colours                                                      | 21-09-1987            | 24-10-1987            | 33              | 8            |               |
| Icehouse: Live at the Ritz                                          | 1987                  | -                     | -               | -            | Livealbum     |
| Great southern land                                                 | 06-11-1989            | -                     | -               | -            | Verzamelalbum |
| Code blue                                                           | 11-11-1990            | -                     | -               | -            |               |
| Masterfile                                                          | 03-11-1992            | -                     | -               | -            | Verzamelalbum |
| Spin one                                                            | 06-1993               | -                     | -               | -            |               |
| Big wheel                                                           | 25-10-1993            | -                     | -               | -            |               |
| Full circle                                                         | 12-1994               | -                     | -               | -            | Remixalbum    |
| The Berlin tapes                                                    | 10-1995               | -                     | -               | -            |               |
| The singles                                                         | 1995                  | -                     | -               | -            | Verzamelalbum |
| Love in motion                                                      | 1996                  | -                     | -               | -            | Verzamelalbum |
| No promises                                                         | 1997                  | -                     | -               | -            | Verzamelalbum |
| Meltdown                                                            | 2002                  | -                     | -               | -            | Remixalbum    |
| Heroes                                                              | 10-2004               | -                     | -               | -            | Verzamelalbum |
| Icehouse - 30th Anniversary edition                                 | 05-2011               | -                     | -               | -            |               |
| White heat: 30 Hits                                                 | 26-08-2011            | -                     | -               | -            | Verzamelalbum |

### Singles
| Single met eventuele hitnotering(en) in de Nederlandse Top 40 | Datum van verschijnen | Datum van binnenkomst | Hoogste positie | Aantal weken | Opmerkingen                 |
| ------------------------------------------------------------- | --------------------- | --------------------- | --------------- | ------------ | --------------------------- |
| Can't help myself                                             | 1982                  | 30-01-1982            | tip 4           | -            | Nr. 42 in de Single Top 100 |
| Hey little girl                                               | 1982                  | 13-11-1982            | 13              | 6            | Nr. 12 in de Single Top 100 |
| No promises                                                   | 1986                  | 24-05-1986            | tip 10          | -            |                             |
| Crazy                                                         | 1987                  | 07-11-1987            | 9               | 8            | Nr. 17 in de Single Top 100 |
| Electric blue                                                 | 1988                  | -                     | -               | -            | Nr. 83 in de Single Top 100 |

| Single met hitnotering(en) in de Vlaamse Ultratop 50 | Datum van verschijnen | Datum van binnenkomst | Hoogste positie | Aantal weken | Opmerkingen                 |
| ---------------------------------------------------- | --------------------- | --------------------- | --------------- | ------------ | --------------------------- |
| Hey little girl                                      | 1982                  | -                     | -               | -            | Nr. 14 in de Radio 2 Top 30 |
| No Promises                                          | 1986                  | -                     | -               | -            | Nr. 26 in de Radio 2 Top 30 |
| Crazy                                                | 1987                  | -                     | -               | -            | Nr. 12 in de Radio 2 Top 30 |

### NPO Radio 2 Top 2000
| Nummer met noteringen in de NPO Radio 2 Top 2000 | '03  | '04  | '05 | '06  | '07 | '08  | '09  | '10  | '11  | '12 | '13  | '14  | '15  | '16  | '17  |
| ------------------------------------------------ | ---- | ---- | --- | ---- | --- | ---- | ---- | ---- | ---- | --- | ---- | ---- | ---- | ---- | ---- |
| Crazy                                            | 1337 | 1524 | -   | 1580 | -   | 1981 | 1613 | 1602 | 1739 | -   | 1905 | 1657 | 1751 | 1878 | 1885 |

1. ↑  Een '-' betekent dat het nummer niet was genoteerd en een vetgedrukt getal geeft de hoogste notering aan.
2. ↑  2003 was het eerste jaar met een notering voor dit nummer.
3. ↑  Deze tabel is bijgewerkt tot en met de laatste editie (2024).